# A.C.G.T
A.C.G.T (株式会社エー・シー・ジー・ティー?, Kabushiki-gaisha Ē shī jī tī, reso graficamente come A・C・G・T) è uno studio di animazione giapponese, con sede a Musashino in Tokyo. Tra gli anime prodotti, anche la quarta parte del famoso manga Initial D.

## Storia
Lo studio è stato fondato il 19 dicembre 2000 a Suginami, Tokyo, da Shōjiro Abe e da ex dipendenti dello studio Triangle Staff. A.C.G.T è una filiale di OB Planning che gestisce la parte amministrativa della produzione degli anime dello studio; similmente ad OB Planning, collabora spesso con l'azienda produttrice Genco. Nel novembre 2007, per espandere le attività, lo studio ha trasferito la sede da Suginami a Nerima, sempre a Tokyo, e successivamente, nel febbraio 2012, ha spostato nuovamente la sede a Musashino, la sede attuale.

## Produzioni

### Serie TV

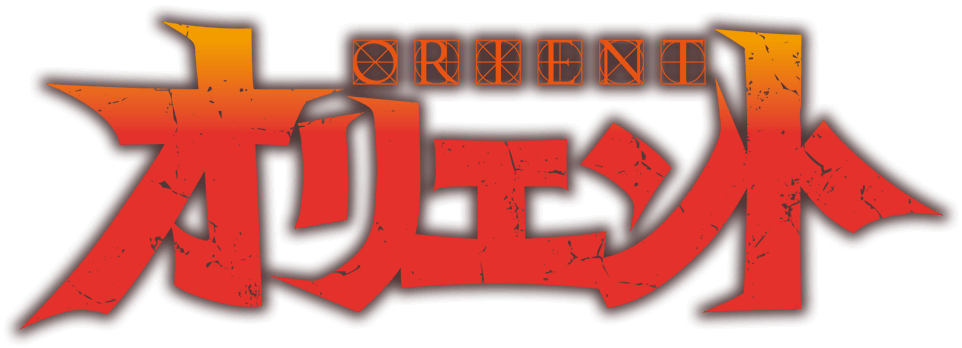
Logo della serie Orient.

| Titolo                                         | Anno di produzione | Episodi | Note e fonti  |
| ---------------------------------------------- | ------------------ | ------- | ------------- |
| Shichinin no Nana                              | 2002               | 25+1    | [ N 1 ] [ 2 ] |
| Duel Masters                                   | 2002-2003          | 26      | [ N 2 ] [ 3 ] |
| Ningen Kousaten                                | 2003               | 13      | [ 4 ]         |
| Kino no tabi                                   | 2003               | 13      | [ 2 ]         |
| Dear Boys                                      | 2003               | 26      | [ 2 ]         |
| Initial D Fourth Stage                         | 2004               | 24      | [ 2 ]         |
| Koi kaze                                       | 2004               | 13      | [ 2 ]         |
| Lime-iro Ryūkitan X                            | 2005               | 13      | [ 5 ]         |
| Project BLUE Chikyuu SOS                       | 2006               | 6       | [ N 3 ] [ 2 ] |
| GR: Giant Robo                                 | 2007               | 13      | [ 2 ]         |
| Wangan Midnight                                | 2007-2008          | 26      | [ 2 ]         |
| Kimi ga aruji de shitsuji ga ore de            | 2008               | 13      | [ 2 ]         |
| Monochrome Factor                              | 2008               | 24      | [ 2 ]         |
| Freezing                                       | 2011               | 12      | [ 2 ]         |
| Freezing Vibration                             | 2013               | 12      | [ 2 ]         |
| Fūun Ishin Dai Shōgun                          | 2014               | 12      | [ N 4 ] [ 2 ] |
| Minami Kamakura High School Girls Cycling Club | 2017               | 13      | [ N 4 ] [ 2 ] |
| Dies Irae                                      | 2017               | 12      | [ 2 ]         |
| Orient                                         | 2022               | 24      | [ 6 ]         |
| Berserk of Gluttony                            | 2023               | 12      | [ 7 ]         |

### Film
| Titolo                     | Data di pubblicazione | Note e fonti |
| -------------------------- | --------------------- | ------------ |
| Kino no tabi: Life Goes On | 19 febbraio 2005      | [ 8 ]        |

### OAV ed ONA
| Titolo                                      | Anno di produzione | Episodi | Note e fonti |
| ------------------------------------------- | ------------------ | ------- | ------------ |
| Ken il guerriero - La trilogia              | 2003-2004          | 3       | [ 2 ]        |
| Kino no tabi: Tou no Kuni - Free Lance      | 2005               | 1       | [ 9 ] [ 10 ] |
| Initial D Battle Stage 2                    | 2007               | 1       | [ 11 ]       |
| Initial D Extra Stage 2: Tabidachi no Green | 2008               | 1       | [ 12 ]       |
| Freezing OVA                                | 2011               | 6       | [ 13 ]       |
| Freezing Vibration OVA                      | 2013-2014          | 6       | [ 14 ]       |
| Dies Irae: To the Ring Reincarnation        | 2018               | 6       | [ 15 ]       |